# Lorenzo al II-lea de' Medici
A nu se confunda cu bunicul său, Lorenzo de' Medici (1449 - 1492)!
Lorenzo di Piero de' Medici (n. 12 septembrie 1492, Florența, Republica Florentină – d. 4 mai 1519, Careggi⁠(d), Toscana, Italia) a condus Florența din 1513 până la moartea sa în 1519 (a murit de sifilis). El a fost de asemenea Duce de Urbino din 1516 . Născut în Florența, el a fost fiul lui Piero di Lorenzo de' Medici și al Alfonsinei Orsini. 
Bunicii din partea tatălui au fost Lorenzo Magnificul și Clarice Orsini. Bunicii săi din partea mamei au fost Roberto Orsini, Conte Tagliacozzo și Caterina San Severino. Niccolo Machiavelli i-a dedicat  lui Lorenzo lucrarea "Principele" a-l învăța despre tacticile pe care să le folosească pentru  unificarea Italiei, dar intenția din spatele acestei dedicații rămâne învăluită în mister.
Unchiul său, tot un De Medici, Papa Leon al X-lea, l-a făcut pe  "Lorenzino" Duce de Urbino în 1516 când avea vârsta de 24 ani. 
După scurta cucerire de către fostul Duce, Francesco Maria I della Rovere, Lorenzo a fost numit comandant al celor 10.000 de oameni trimiși tocmai să îl captureze, dar a fost rănit și s-a retras la Toscana. 
Lorenzo și-a recâștigat ducatul prin încheierea unui tratat în luna septembrie a aceluiași an (a se vedea  Razboiul lui Urbino). Teritoriul s-a reîntors ulterior la familia Della Rovere, după moartea lui Lorenzo.
În timp ce era Duce de Urbino, el s-a căsătorit la 13 iunie 1518 cu Madeleine de la Tour, fiica contelui de Auvergne și au avut o fată, Caterina, care s-a născut la 21 de zile după moartea tatălui ei.
Ea avea să devină Caterina de Medici, celebra regină a lui Henric al II-lea al Franței, într-un mariaj aranjat de vărul ei îndepărtat, Papa Clement al VII-lea de Medici, ca o ultimă mutare de succes a acestuia.
Cavoul lui Lorenzo di Piero de' Medici  din capela Medici a bisericii San Lorenzo, este ornamentat cu lucrările lui Michelangelo "Amurgul și Aurora" și "Gânditorul". Din cauza numelui identic cu cel al bunicului său (ambii numindu-se Lorenzo di Piero de Medici), al cărui cavou este de asemenea în capela Medici, cavoul său este adesea confundat cu cel al bunicului sau.